# Eduardo Cruz-Coke
Eduardo Cruz-Coke Lassabe (Valparaíso, 22 de abril de 1899, Santiago, 18 de marzo de 1974) fue un médico y político chileno, perteneciente al Partido Conservador (PCon), de tendencia socialcristiana. Se desempeñó como ministro de Salubridad, Previsión y Asistencia Social entre 1937 y 1938, bajo el segundo gobierno del presidente liberal Arturo Alessandri.

## Primeros años de vida
Su padre fue Ricardo Cruz-Coke y su madre, Celeste Lassabe. Realizó sus primeros estudios en el Colegio de los Padres Franceses de Valparaíso, donde ingresó en 1906, el mismo año del terremoto. Como consecuencia de la destrucción del colegio debido al sismo, fue trasladado temporalmente a los Padres Franceses de Santiago. En 1915 ingresó a la Escuela de Medicina de la Universidad de Chile, graduándose de médico en 1921.
Estuvo nuevamente en Europa en 1930 y en 1934-1935, en París, Barcelona y Madrid, en que no solo visitó a sus colegas de cátedra, sino que también se reunió con intelectuales y escritores, haciendo amistad con Federico García Lorca. Desde esos años mantuvo amistad con científicos que eran partidarios de la República (1931-1936), lo cual explica por qué no simpatizó con el régimen autoritario del general Francisco Franco (1936-1975).

### Matrimonio, hijos y familia
Estuvo casado con Marta Madrid Arellano y fue padre de tres hijos: Marta, primera directora mujer de la Dirección de Bibliotecas, Archivos y Museos (Dibam), de Ricardo y Eduardo. Fue tío abuelo de Luciano Cruz-Coke y su hermano Carlos.

## Trayectoria política
Fundó la Asociación Nacional de Estudiantes Católicos (ANEC) junto a Emilio Tizzoni, inspirado en la doctrina social de la Iglesia. Fue su presidente en 1920, y al año siguiente fue reelegido. En 1920 además, se incorporó al Partido Conservador.
El 15 de enero de 1937 fue nombrado como ministro de Salubridad, Previsión y Asistencia Social por el presidente liberal Arturo Alessandri, luego que este mandatario invitara a los socialcristianos del Partido Conservador a formar parte del gabinete ministerial. Mantuvo esta responsabilidad hasta el 12 de marzo de 1938. Durante la administración en el Ministerio se impulsaron políticas y se aprobaron leyes que tuvieron un importante efecto en la salud pública, con las cuales se logró bajar significativamente la mortalidad infantil y disminuir la morbilidad, recursos institucionales que pasaron a formar parte del estado de bienestar.
En las elecciones parlamentarias de 1941, fue elegido como senador por la 4ª Agrupación Provincial, Santiago por el período comprendido entre 1941 y 1949. Formó parte de la Comisión de Higiene, Salubridad y Asistencia Pública. Fue reelegido para el siguiente período legislativo, de 1949-1957, durante el cual integró la Comisión de Defensa Nacional.

### Candidato a la presidencia de la República
El Partido Conservador lo proclamó como candidato a la presidencia de la República en 1946. Debido a esto se produjo una división al interior de la derecha, porque los liberales no aceptaron que fuera un candidato representante de los sectores socialcristianos. Cruz-Coke fue apoyado también por la Falange Nacional (FN).
Perdió las elecciones obteniendo 142.441 votos correspondiente al 29.7% quedando en segundo lugar, pero ganándole al candidato liberal Fernando Alessandri que logró 131.023 votos un 27.3%.

## Responsabilidades públicas
Entre 1958 y 1960 fue embajador de Chile en Perú. En 1963 fue promulgada la ley que creaba la Comisión Chilena de Energía Nuclear, de la cual fue nombrado su primer presidente.
En 1965 le presentó al entonces presidente de la República Eduardo Frei Montalva su plan para emplear energía nuclear en el norte de Chile y con ello mejorar la productividad minera, industrial y agropecuaria.

## Aporte en medicina
En el campo médico, ha sido considerado como uno de los maestros fundadores de las ciencias biomédicas chilenas. Ayudante de Microscopía del doctor Juan Noé, fue elegido por la Facultad de Medicina de la Universidad de Chile, profesor regular de Química Fisiológica y Patología en 1925.
Ese mismo año asistió a un congreso de sexología en Berlín, Alemania y se quedó estudiando en distintos países europeos. A su regreso en 1926 volvió a iniciar una nueva era de desarrollo de las ciencias médicas, al fundar la Sociedad de Biología de Santiago en 1928. Por invitación del rector de la Universidad Católica, Monseñor Carlos Casanueva, colaboró en la fundación de la Escuela de Medicina en 1930. Tiempo después, fue designado secretario de la misma Facultad, en 1931.
Participó activamente como propulsor de la ley de medicina preventiva, promulgada como tal el 31 de enero de 1938. La iniciativa en sí propone apoyar a los trabajadores y también, desde lo genérico, a la economía, pues de lo que se trata es que el trabajador pueda cumplir eficazmente su labor, especialmente en el caso de los obreros, que tienen un trabajo que requiere un gran esfuerzo físico.
En 1973 el Colegio Médico de Chile lo condecoró por sus aportes a la Medicina.